# Rete ciclopedonale della provincia di Mantova
La rete ciclopedonale della provincia di Mantova si snoda per circa 380 chilometri di piste ciclabili.
Particolarmente suggestivi sono gli itinerari delle colline moreniche del Garda, della pianura e lungo i fiumi Po, Oglio e Secchia.
Sul sito internet della provincia è possibile visualizzare le informazioni in modo dettagliato.
I tracciati non sono sempre in sede propria, ma in alcuni punti sfruttano tratti di sterrato o utilizzano strade trafficate secondarie, o dei centri cittadini.

## Itinerari
Gli itinerari sono in tutto 10, a cui si aggiunge una rete di piste ciclabili a livello locale.
- Ciclovia 1 - Mantova-Peschiera
- Ciclovia 2S - Sinistra Po dal ponte di San Benedetto Po ad Ostiglia
- Ciclovia 2S - Sinistra Po da Viadana al ponte di Bagnolo San Vito
- Ciclovia 2D - Destra Po da Riva di Suzzara al ponte di San Benedetto Po
- Ciclovia 2D - Destra Po dal ponte di San Benedetto Po a Quatrelle
- Ciclovia 3S e 3D - Sinistra e destra Secchia
- Ciclovia 4D - Destra Oglio
- Ciclovia 4S - Sinistra Oglio
- Ciclovia 5 - Corridoio Morenico alto
- Ciclovia 6 - Corridoio Morenico basso

## Percorsi

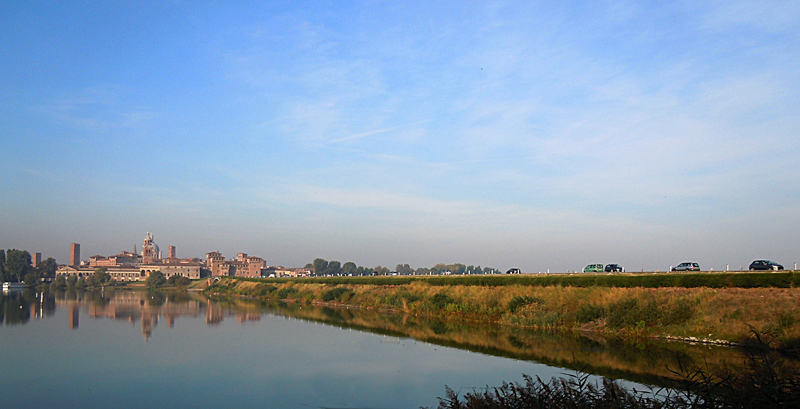
Ponte di San Giorgio a Mantova

### Pista ciclabile Mantova-Peschiera
- Lunghezza percorso km 43,5.

L'itinerario inizia dalla stazione di Mantova in piazza Don Leoni. Dopo aver seguito il percorso tra i laghi della città virgiliana termina a Peschiera del Garda (VR).

### Pista ciclabile Sinistra Po dal ponte di San Benedetto Po ad Ostiglia
- Lunghezza percorso km 28,9.

Il percorso ha inizio al ponte sul Po di San Benedetto Po e dopo aver toccato Governolo e Ostiglia termina a Melara, in provincia di Rovigo.

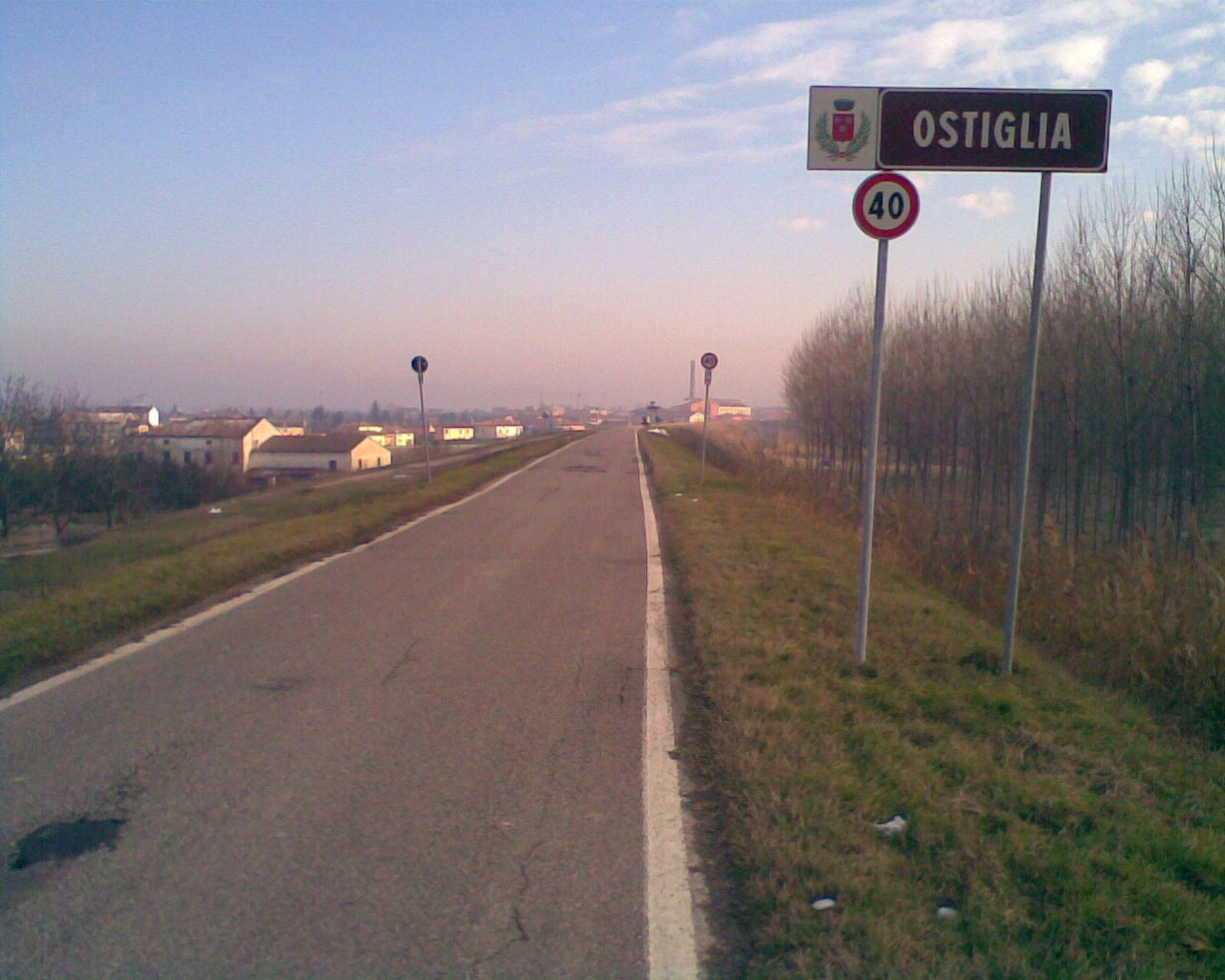
Ciclabile sull'argine

### Pista ciclabile Sinistra Po da Viadana al ponte di Bagnolo San Vito
- Lunghezza percorso km 57,6.

L'itinerario inizia a Cicognara di Viadana e si snoda sulla riva sinistra del Po sino a raggiundere il ponte di San Benedetto Po.

### Pista ciclabile Destra Po da Riva di Suzzara al ponte di San Benedetto Po
- Lunghezza percorso km 34,7.

L'itinerario inizia da Riva di Suzzara e si snoda sugli argini della riva destra del fiume Po sino a raggiungere il ponte di San Benedetto Po.

### Pista ciclabile Destra Po dal ponte di San Benedetto Po a Quatrelle
- Lunghezza percorso km 54,8.

Il percorso ha inizio al ponte di San Benedetto Po lungo le strade arginali del Po e raggiunge l'abitato di Quatrelle, frazione del comune di Felonica.

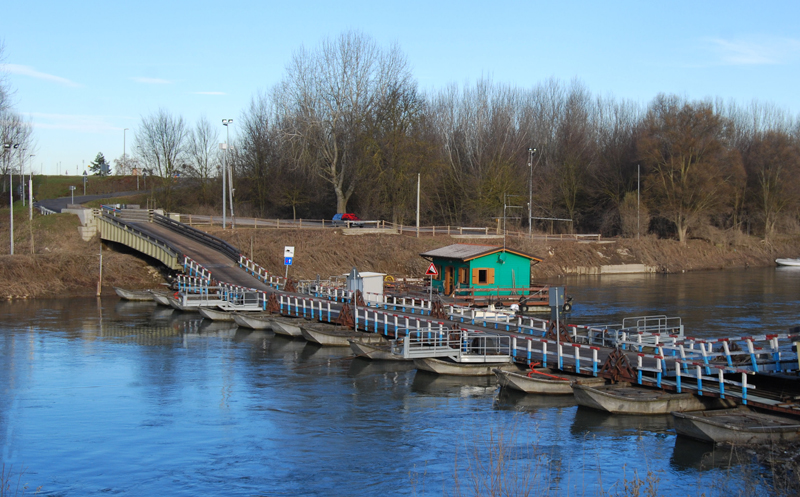
Torre d'Oglio

### Pista ciclabile Sinistra e Destra Secchia
- Lunghezza km 30,6.

Itinerario circolare che inizia e termina presso il ponte presso la foce del fiume Secchia nel comune di Quistello.

### Pista ciclabile Destra Oglio
- Lunghezza km 25,5.

L'itinerario si snoda sulla riva destra del fiume Oglio partendo da San Matteo delle Chiaviche di Viadana e raggiunge la riserva naturale Le Bine presso Calvatone (CR).

### Pista ciclabile Sinistra Oglio
- Lunghezza km 56,5.

Il percorso ha inizio presso il ponte di barche di Torre d'Oglio, frazione del comune di Marcaria, percorre la riva sinistra del fiume Oglio e termina a Isola Dovarese, in provincia di Cremona.

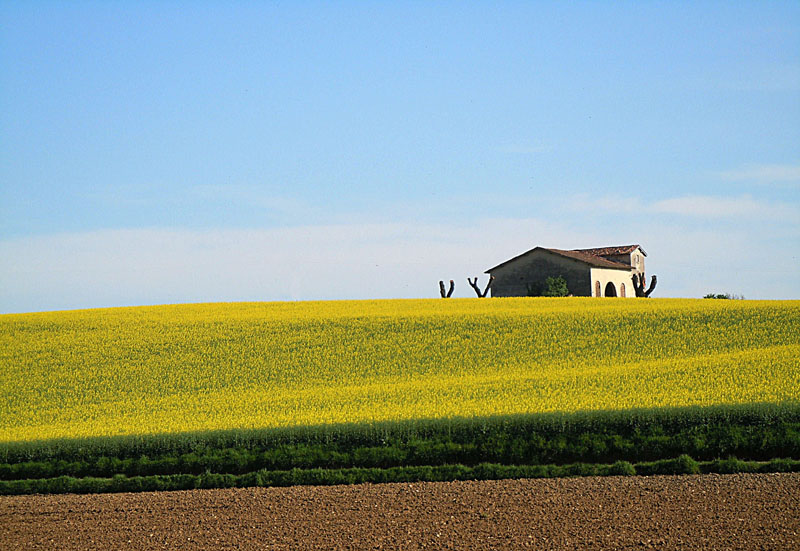
Le colline moreniche nell'Alto Mantovano

### Pista ciclabile Corridoio Morenico alto
- Lunghezza km 20,8.

L'itinerario si snoda tra le colline moreniche a sud del lago di Garda iniziando a Cavriana e terminando a Ponti sul Mincio.

### Pista ciclabile Corridoio Morenico basso
- Lunghezza km 25,5.

Il percorso ha inizio a Castiglione delle Stiviere nell'Alto Mantovano e termina a Pozzolo, frazione del comune di Marmirolo.